# Río Cahuinari
Le río Cahuinari est une rivière du sud de la Colombie, principal affluent en rive droite du río Caquetá (rio Japurá au Brésil).

## Géographie
Le río Cahuinari prend sa source dans le département d'Amazonas. Il coule ensuite vers le sud-est puis le nord-est puis rejoint le río Caquetá après avoir accompli une boucle d'environ 500 km.
Sur la quasi-totalité de son parcours très sinueux, le río Cahuinari sert de frontière naturelle entre les corregimientos départementaux de la Chorrera et Puerto Santander. Dans son cours inférieur, il traverse le parc national naturel de Cahuinarí.
C'est un cours d'eau très abondant, comme tous les affluents du rio Japurá.

## Peuple vivant sur les savanes du río Cahuinari
Sur une petite savane herbeuse dont l'origine est inconnue, la Sabana sur le río Cahuinari, s'est installé un village où vivent les Indiens Muinani,  (langue : muinane).